# Renzo Barbera
Pour les articles homonymes, voir Renzo Barbera (homme d'affaires) et Barbera.
Lorenzo dit Renzo Barbera est un entrepreneur et homme politique italien, né à Trapani le 21 mai 1866, mort en 1938. 
Fondateur d'une entreprise d'huile d'olive qui porte son patronyme, il est élu député de Palerme en 1913.

## Biographie

### Entrepreneur en huile d'olive
Originaire de Trapani, la famille Barbera s'installe à Menfi et est propriétaire de terrains à Castelvetrano. Elle déménage en 1888 à San Lorenzo ai Colli dans la banlieue de Palerme, dans l'ancien pavillon de chasse des princes de Buonfornello.
L'entreprise de commerce d'olives et d'agrumes de Lorenzo et son frère Vincenzo  exporte des fruits depuis leurs entrepôts de la via Porto du Salvo, vers l'Europe du Nord et l'Amérique.
Lorenzo Barbera crée en 1894 un partenariat important avec les Florio pour lancer une entreprise de fabrication d'huile d'olive. En 1910, il cède la gestion de la  Società degli Oleifici Siciliani, devenue plus tard Premiati Oleifici Barbera, à son fils, Manfredi,
L’entreprise remporte la médaille d'or pour son huile produite avec les olives nocellara del Belice lors de l'Exposition universelle de 1900 à Paris et une autre en juin 1906 lors de la Foire agricole internationale de Palerme-Monreale. L'huile est servie à bord des bateaux à vapeur de la Navigazione Generale Italiana de Florio dans des burettes en verre de Murano.
Renzo Barbera pratique l'escrime à la Sala Schermistica Malvica du maître Francesco Vega, où il se lie d'amitié avec les escrimeurs John Benfratello, Domenico Triolo et Pietro Speciale, mais aussi Antonio Palizzolo, directeur du tramway de Palerme, et Ignazio Florio. À l'occasion d'un duel contre le Français Lucien Mérignac qu'il emporte, il impressionne le roi Umberto Ier qui lui offre sa montre à gousset en or. Il est devenu un intime d'Ignazio Florio, comme en témoigne son rôle de témoin lors du duel entre Florio et le mari de sa maitresse, le comte Giberto Arrivabene, en 1912 à Rome.

### Député de gauche
Opposant à Giolitti, il est membre du Parti socialiste puis du parti radical. Membre de la Ligue commerciale, il est élu au conseil municipal de Palerme lors du renouvellement du tiers du conseil en juillet 1906, sa présence, imposée par Florio sur la liste de Giuseppe Tasca Lanza, ayant été combattue par les socialistes Alessandro Tasca et Aurelio Drago.
Il siège au conseil municipal de Palerme et est adjoint à partir de juin 1909 dans la municipalité de Romualdo Trigona di Sant'Elia dont il démissionne en janvier 1910 en raison du manque de volonté de la majorité de mettre en place une nouvelle enceinte douanière et la réorganisation des bureaux.
Lorsque des membres de la gauche historique s'éloignent de Giolitti pour fonder le Parti démocrate constitutionnel, Renzo Barbera y adhère et se porte candidat aux élections législatives italiennes de 1913, dans la troisième circonscription de Palerme, laissée par le député sortant, le prince de Trabia, nommé sénateur. Il s'oppose à Nicolò Zito, riche commerçant d'agrumes. Il l'emporte de 50 voix, emportant l'adhésion du vote populaire, alors que son adversaire était soutenu par Pecoraino, Tagliavia, des clercs, de la Chambre de commerce et de la « mafia des campagnes ».
Barbera est le mieux élu lors des municipales de 1914 à Palerme, aux côtés de Nunzio Nasi, et porte la désignation de Vincenzo Di Salvo comme maire, et se fait choisir comme conseiller principal, provoquant la démission des six adjoints de la minorité municipale. Quelques mois plus tard, en désaccord avec sa majorité sur l'élargissement de la ceinture douanière et, irrité par le pouvoir de Barbera, Di Salvo démissionne en octobre 1914.
Barbera renonce au poste d'adjoint et accepte la nomination comme maire d'un élu de la liste libérale-nationaliste, Salvatore Tagliavia, en espérant ainsi obtenir la bienveillance de partis constitutionnels sur sa réélection comme député. Il conserve une forte influence sur le maire, mais il renonce finalement à se présenter aux législatives de novembre 1919.

### Postérité
Renzo Barbera a deux fils. Giuseppe, dit Pino, épouse Maria, fille du sculpteur Mario Rutelli, qui donne naissance à Renzo Barbera, et Manfredi, qui reprend l'entreprise familiale.